# كتاب فوائد العراقيين
كتاب فوائد العراقيين هو كتاب من كتب الحديث، ألفه الحافظ أبو سعيد النقاش. سرد المؤلف في كتابه مئة وأحد عشر نصا مسندا، سردها أبو سعيد النقاش سرداً متتابعاً بدون ترتيب معين، وقد أتت بعض النصوص مرفوعه وبعضها موقوف وبعضها مقطوع، و بعضها متصلة السند وبعضها مرسل.